# Argyrops filamentosus
Argyrops filamentosus är en fiskart som först beskrevs av Valenciennes, 1830.  Argyrops filamentosus ingår i släktet Argyrops och familjen havsrudefiskar. Inga underarter finns listade i Catalogue of Life.